# Loes Gunnewijk
Loes Anna Gunnewijk (ur. 27 listopada 1980 w Groenlo) – holenderska kolarka szosowa, torowa i przełajowa, dwukrotna medalistka szosowych mistrzostw świata.

## Kariera
Pierwszy sukces w karierze Loes Gunnewijk osiągnęła w 2006 roku, kiedy zdobyła złoty medal w indywidualnej jeździe na czas na uniwersyteckich mistrzostwach świata. Od 2012 roku jeździ w barwach teamu Orica-AIS, z którym zdobyła srebrny medal w drużynowej jeździe na czas na mistrzostwach świata w Valkenburgu. W tej samej konkurencji zdobyła także brązowy medal podczas rozgrywanych rok później mistrzostw świata we Florencji. W 2012 roku wystąpiła na igrzyskach olimpijskich w Londynie, gdzie w wyścigu ze startu wspólnego została zdublowana. kilkakrotnie zdobywała medale torowych i szosowych mistrzostw kraju. Staruje także w kolarstwie przełajowym, ale bez większych sukcesów.